# Варламов, Николай Викторович
Николай Викторович Варламов (2 декабря 1925, Цибаки, Ярославская губерния — 5 апреля 2023, Москва) — советский и российский учёный в области автоматизации проектных работ и управления строительством, доктор технических наук (1971), профессор (1971), генерал-майор-инженер (1979). Лауреат Государственной премии СССР (1983). Заслуженный деятель науки Российской Федерации (1996).

## Биография
Родился 2 декабря 1925 года в деревне Цибаки Ярославской губернии.
С отличием окончил семилетнюю школу. В декабре 1940 года поступил в ремесленное училище при Электромашиностроительном заводе Ярославля, после окончания которого в июне 1942 года был принят на должность мастера производственного обучения там же.
В июне 1943 года в 17-летнем возрасте добровольцем вступил в РККА. Окончил Калинковичское военно-пехотное училище, первое время служил там же командиром взвода курсантов, затем направлен в действующую армию. Воевал в составе Второго Белорусского фронта.
В 1949 году остался на сверхсрочную службу, до 1950 года офицер органов местного военного управления и секретариата заместителя председателя Советской военной администрации в Германии по политическим вопросам.
В 1955 году с отличием окончил Ленинградскую военно-транспортную академию путей сообщения по специальности «Строительство и восстановление автомобильных дорог» с присвоением квалификации «военный инженер». В качестве главного инженера и заместителя командира отдельного батальона механизированных работ принимал участие в строительстве автомобильных дорог в Татарстане, первой очереди Московской кольцевой дороги, в реконструкции трассы Ленинград — Москва на участке от Чудово до Новгорода.
В 1961 году окончил Курсы повышения квалификации инженеров и научных сотрудников по моделированию систем с использованием вычислительной техники и современных математических методов.
В 1961 году на строительном факультете Ленинградской военно-воздушной инженерной академии имени А. Ф. Можайского защитил диссертацию на соискание степени кандидат технических наук по специальности «Строительство и восстановление автомобильных дорог».
В 1960—1983 годах в Военной академии тыла и транспорта: преподаватель, с 1961 по 1972 год — старший научный сотрудник и заместитель начальника группы военно-научных сотрудников по решению проблем управления тыловыми соединениями и частями с использованием ЭВМр, в 1972—1983 гг. руководитель Научно-исследовательского центра (в 1978 году центр был преобразован филиал 25-го ГНИИ МО СССР). Вёл направления «Военная экономика и стратегия развития Вооруженных сил в СССР» и «Автоматизированные системы управления, моделирование больших систем управления, программное развитие техники (специальной и двойного назначения)».
В 1971 году защитил докторскую диссертацию «Повышение эффективности управления сложными социально-экономическими системами и комплексами с использованием автоматизированных систем и информационных технологий». Доктор технических наук (1971), профессор (1971). Генерал-майор-инженер (1979).
В 1978 году окончил Высшие академические курсы руководящего состава при Военной академии Генерального штаба Вооруженных Сил СССР имени К. Е. Ворошилова по специальности «Управление соединениями и объединениями с использованием автоматизированных систем».
В 1983 году уволился с военной службы и перешёл на работу в Ленинградский инженерно-строительный институт (ЛИСИ) на должность профессора кафедры организации, планирования и управления (до 2000 года являлся заместителем председателя совета по защите кандидатских и докторских диссертаций в Военно-транспортной академии).
В 1984 году создал кафедру автоматизированных систем проектирования и управления и возглавлял её до 1999 года. С 2001 года профессор и профессор-консультант кафедры управления СПбГАСУ.
Опубликовал более 300 научных работ, в том числе 16 монографий, 5 учебников, 78 учебных пособий, 7 научно-методических сборников по разработке и созданию автоматизированных систем управления и моделирования сложных систем и объектов. Писал статьи для энциклопедий «Строительное производство», «Большая транспортная энциклопедия», «Энциклопедия систем автоматизированного проектирования», «Российская архитектурно-строительная энциклопедия» и «Энциклопедия по качеству».
Подготовил 69 кандидатов технических, военных и экономических наук, в том числе для Китая и Вьетнама.
Государственная премия СССР (1983) — за работы по созданию автоматизированных средств управления на основе мобильных комплексов для всех звеньев управления.
Заслуженный деятель науки Российской Федерации (09.03.1996). Награждён орденами Отечественной войны 2-й степени, «За службу Родине в Вооружённых Силах СССР» 3-й степени, медалями «За боевые заслуги» (03.11.1953), «За победу над Германией в Великой Отечественной войне 1941—1945 гг.», «За доблестный труд в Великой Отечественной войне 1941—1945 гг.» (06.06.1945).

## Сочинения
- АСУ архитектурно-планировочного главка крупного города / Н. В. Варламов, Г. Д. Петруненко. — Ленинград : Стройиздат : Ленингр. отд-ние, 1990. — 198,[1] с. : схем.; 22 см; ISBN 5-274-00745-1
- Менеджмент организации : методика и информационная технология дипломного проектирования : учебное пособие для студентов специальности 080507 — менеджмент организации / Н. В. Варламов, В. А. Заренков, А. А. Петров; под ред. Н. В. Варламова ; Федеральное агентство по образованию, Санкт-Петербургский гос. архитектурно-строительный ун-т. — Санкт-Петербург : [Санкт-Петербургский гос. архитектурно-строительный ун-т], 2007. — 426, [1] с. : ил., табл.; 21 см.